# Pseudophilautus schneideri
Pseudophilautus schneideri es una especie de anfibio anuro de la familia Rhacophoridae.

## Distribución geográfica
Esta especie es endémica del suroeste de Sri Lanka. Se encuentra a 381 m sobre el nivel del mar (6° 26′ N, 80° 25′ E).

## Etimología
Esta especie lleva el nombre en honor a Christopher J. Schneider.

## Publicación original
- Meegaskumbura & Manamendra-Arachchi, 2011: Two new species of shrub frogs (Rhacophoridae: Pseudophilautus) from Sri Lanka. Zootaxa, n.º 2747, p. 1-18.[4]